# Amos Amaranti

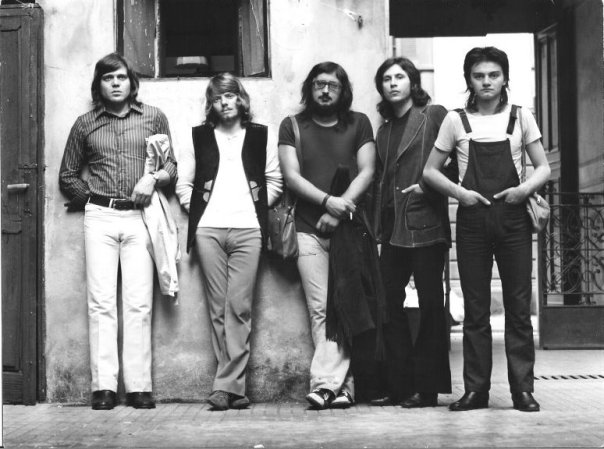
I Nomadi nel 1972 (da sinistra: Beppe Carletti, Paolo Lancellotti, Augusto Daolio, Umberto Maggi, Amos Amaranti)

Amos Amaranti (Modena, 1953) è un chitarrista italiano.

## Biografia
Giovanissimo ha fatto parte del gruppo dei Nomadi nel 1972, dalla primavera  per un periodo di nove mesi partecipando al "Disco per l'estate" a Saint-Vincent dove fu lanciato il brano Io Vagabondo, senza tuttavia collaborare con la band alla registrazione del singolo. Durante quel periodo partecipa invece all'incisione di altri due brani, Vola ed Eterno. Dopo l'uscita dal gruppo continuò a collaborare con i Nomadi prendendo parte alla registrazione del brano Quanti anni ho nel 1973. Ha poi proseguito la sua esperienza musicale con concerti e collaborazioni con altri gruppi tra cui Cristina Hansen, Francesco Baccini, Piero Cotto e i Cottonfields, Macho e Jimmy James Browning.

## Discografia
- 1972 - Vola - Nomadi - lato B del singolo Suoni
- 1972 - Eterno - Nomadi - lato B del singolo Io vagabondo
- 1973 - Quanti anni ho - Nomadi - singolo
- 1974 - Grande Italia - AA.VV.
- 1974 - Glasberg (Urzinato) - Amos & Amici (Amos Amaranti)
- 1974 - L'amore su di Voi - Amos & G.I.Band ( Amos Amaranti)
- 1980 - Viaggio - Enzo Avallone
- 19?? - Archedia - Archedia
- 1988 - Scusate un attimo - live - AA.VV. - chitarra elettrica in Oasi
- 1989 - Una città non so quale - Beat Wainer Beat
- 1990 - Che Non Sia Che Non Sembri... Che Ciò Che Sembra Non Sia - I Rom
- 1992 - Il sentiero del sole - Federock
- 1994 - Bianche ali - Wainer Nadalini
- 1994 - ... e allora versa - Sbronzi di Riace - chitarre su Un giorno insieme
- 1996 - Alla posta del cambio cavalli - Briganti del Colle
- 2000 - Impossible session Live - The I.S. Group
- 2002 - Esprimiti - Frank Raya - assolo di chitarra su Esprimiti
- 2003 - The Platinum Collection - Nomadi
- 2004 - The big load - Gerry Rosi
- 2010 - Ivan's Project - Ivan's Project
- 2010 - I Nomadi ed altre storie - Best & Rarities - Nomadi
- 2010 - Permanent night - Blakula!
- 2012 - End of the party - Gerry Rosi
- 2015 - Rock the riddim  - Sid Gaetani
- 2015 - Un posto - Giordano Cestari assolo in Tutti contro tutti
- 2017 - Sing another song - Gerry Rosi
- 2019 - Giordano Cestari - Tutti contro tutti
- 2020 - Giordano Cestari - Non più io e te
- 2022 - Stefano Solieri - Bar Nevada
- 2023 -  Stefano Solieri - Paradiso al 5° piano
- 2024 - Artisti Vari – Long Time Gone (Folkest Dischi, 2024)

## 2023Altri progetti
- Wikimedia Commons contiene immagini o altri file su Amos Amaranti